# Triadelphia diversa
Triadelphia diversa är en svampart som beskrevs av Tzean & J.L. Chen 1989. Triadelphia diversa ingår i släktet Triadelphia, divisionen sporsäcksvampar och riket svampar.   Inga underarter finns listade i Catalogue of Life.